# IL (periodico)
IL - Il Maschile de Il Sole 24 ORE (conosciuto anche come IL - Intelligence in Lifestyle) è stato il periodico maschile del quotidiano Il Sole 24 Ore, che trattava stili di vita, cultura, economia e politica. 

## Descrizione
Nato il 19 settembre 2008, è stato pubblicato con cadenza mensile fino al dicembre 2020.

IL era stato diretto da Walter Mariotti e poi da Christian Rocca. L'ultimo direttore responsabile è stata, dal gennaio 2018, Nicoletta Polla Mattiot; dal 2008 al 2016 il direttore artistico è stato Francesco Franchi.
La rivista ha cessato le pubblicazioni nel dicembre 2020.

## Direttori
- Walter Mariotti: 2008-2012;
- Christian Rocca: 2012-2017;
- Nicoletta Polla Mattiot: 2018 - dicembre 2020.